# 2062 Aten
A 2062 Aten (ideiglenes jelöléssel 1976 AA) egy földközeli kisbolygó. Eleanor F. Helin fedezte fel 1976. január 7-én.